# Osztrák Hercegség
Az Osztrák Hercegség (németül: Herzogtum Österreich), a Szent Német-római Birodalom egyik független állama volt 1156 és 1453 között, amely az I. Frigyes által kiadott Privilegium Minus rendelet következtében vált a Bajor Hercegség határtartományaként számon tartott Osztrák őrgrófságból hercegséggé, és lett a későbbi Osztrák Főhercegség elődállama. Fennállása alatt két uralkodódinasztia, a Babenbergek és a Habsburgok irányítása alatt állt.

## Elhelyezkedése
Béccsel az akkori ország központja a Duna völgyében, a mai Alsó-Ausztria területén volt, de ezen kívül hozzá tartozott a mai Felső-Ausztria jelentős része is.
A Német-római Birodalomnak ez volt a legkeletibb területe, így a Lajta közös határfolyó volt a hercegség és a Magyar Királyság között. Délen Stájerország volt a határa, amit a Semmering-hágó jelölt ki. Tőle északra Bohémia és Morávia húzódott. A velük közös határt a Bohémiai erdő jelölte ki. A felső-ausztriai részt nyugaton az 1779-es tescheni béke aláírásáig a Bajor Hercegséghez tartozó történelmi Innviertel és a Salzkammergut régióhoz tartozó Salzburgi Érsekség fogta közre.
II. Ottokár cseh király, – 1251-től osztrák herceg – volt az első, aki külön választotta az Ennstől nyugatra fekvő területeket, melyek az Osztrák őrgrófság 976-os megalapítása ellenére még mindig Bajorországhoz tartoztak. Így jött létre Austria superior (Felső-Ausztria) közigazgatási egysége. Ezt a hagyományt később a Habsburg uralkodók is megőrizték.

## Marchia Orientalis a Babenbergerek idején
A IX. század közepén az Osztrák Hercegség későbbi központjában megalakult March(i)a Orientlis, vagyis a Keleti Őrgrófság. Végül Nagy Károly 788-ban Bajorországot beolvasztotta a Frank Birodalomba. Ekkor ennek keleti területein a Duna mentén kialakította az Avar Őrgrófságot. Később az avarokkal vívott harcok után terjeszkedett, és magába olvasztotta a Pannoniai őrgrófságot. Ez a környék 843, a verduni szerződés értelmében a Keleti Frank Királysághoz került. Azonban a pozsonyi csatában elszenvedett vereség miatt a bajor seregek már nem tudták megtartani a területeket, így ezeket a magyarok foglalták el.
A magyar előrenyomulást végül 955-ben az augsburgi csatában I. Ottó német-római császár állította meg. Az elfoglalt keleti területeken az addig ott lakó szlávok helyét gyorsan a nyugatról betelepült németek vették át. A terület a Német-római Birodalom határán feküdt, és 960. körül megkapta az őrgrófsági rangot. 976-ban Ausztria vezetését II. Ottó a Babenberg-házból származó I. Lipótra bízta. Az volt a feladata, hogy az uralkodót támogassa a II. Henrik bajor herceggel vívott konfliktusában. III. Ottó német-római császáregyik rendeletében megemlíti, hogy a tartományt a helyi nyelvjárásban Ostarrichinek nevezik. A modern Ausztria ezen dokumentum kibocsátásának idejét tekinti a nemzet megalakulásának.

## Privilegium Minus
1156-ban I. Frigyes Privilegium Minus című rendeletében hercegségi rangra emelte az addigi őrgrófságot. 1138-ban Frigyes nagybátyja, III. Konrád legyőzte a Welf-házból származó ellenfelét, Büszke Henriket, így megszerezte a Bajor Hercegséget, amit Ausztria őrgrófjának, IV. Lipótnak adományozott. Frigyes császár azonban valamilyen módon szerette volna elrendezni a közte és a Welf-ház között kialakult ellentétet, így a Bajor Hercegség vezetését Oroszlán Henriknek adományozta. Ezért cserébe az osztrák és bajor állam vezetését 1141-ben öröklő Babenberg Henrik területének rangját őrgrófságról hercegségre emelték.
II. Frigyes osztrák herceg 1246-os halálával együtt kihalt a Babenberg-dinasztia is. A trónutódlási harcok közben a Cseh Királyság trónörököse, II. Ottokár 1251-ben elfoglalta Ausztriát, és magát kiáltatta ki a terület uralkodójává. A következő évben, hogy legitimálja az uralkodását, elvette Frigyes húgát, Babenbergi Margitot. Uralmát azonban a sváb uralkodó, Habsburg Rudolf nem ismerte el. Német-római császárrá koronázása után mindent megtett annak érdekében, hogy visszaszerezze a területeket, és 1278-ban a dürnkruti csatában végső győzelmet aratott Ottokár felett. Ezzel a győzelmével bebiztosította a Habsburg-ház 640 éven át történő uralkodását.